# Lana (Spagna)
Lana è un comune spagnolo di 202 abitanti situato nella comunità autonoma della Navarra.